# زندگی لایم
زندگی لایم (به انگلیسی: Lymelife) فیلمی محصول سال ۲۰۰۸ و به کارگردانی دریک مارتینی است. در این فیلم بازیگرانی همچون روری کالکین، الک بالدوین، کیرن کالکین، اما رابرتس، جیل هنسی، تیموتی هاتن، سینتیا نیکسون و لوگان هافمن ایفای نقش کرده‌اند.